# سبينن ريكوردز
سبينن ريكوردز أو تسجيلات سبينن (Spinnin' Records) هي شركة تسجيلات هولندية تأسست سنة 1999 من قبل كل من «إلكو فان كوتن» (Eelko van Kooten) و روجر دي غراف (Roger de Graaf).
تمتلك الشركة ما يقارب 24 مليون مشترك على صفحتها باليوتيوب وما مجموعه 13 مليار مشاهدة على نفس الموقع. منذ سبتمبر 2017 أصبحت الشركة مملوكة لصالح وورنر ميوزك غروب مقابل مبلغ 100 مليون دولار.

## الفنانين الموقعين مع الشركة

### الحاليون
| - أي-تراك - ألوك - ألفارو - أنجولي - أرماند فان هيلدن - أوديو باليس - باسجاكيرس - بينغو بلايرس - بلاستيرجاكس - بوب سنكلار - بوليير - بريث كارولاينا - بوراك يتير - بورنو - كاسد لارسون - كاميلفات - كارناج - شيت كودز - شوكولات بوما - شوكي (دي جي) - سيد - سي إم سي$ - نو كوبي رايتس ساوندس - D.O.D - دادا لايف - داديس غروف - دلاسك - دانيك - داني أفيلا - داني ماورد - DBSTF - ديبند - دون ديابلو - Dragonette - Dropgun - DubVision - Dzeko - إي دي إكس (دي جي) - Eelke Kleijn - Ephwurd - فار إيست موفمينت - فيد لو غراند - Felguk - فيليكس جاهن | - فايربيتز - فلوريان بيكاسو - فوكس ستيفنسون - FTampa - Garmiani - Jonas Andersen & Christopher Villiam - غريغور سالتو - هيدهانترز - هيورين - Hook N Sling - Jauz - جاي هاردواي - جو ستون - جوي دالي - جون كريستيان - جاستن ميلو - Kenneth G - KO:YU - Kris Kross Amsterdam - Kryder - كشمر (دي جي) - KURA - لايدباك لوك - Lost Stories ‏ - لوكاس & ستيف - The Magician ‏ - MAKJ - مارتن سولفيج - مارشميلو (دي جي) - ماتيس وسادكو - Merk & Kremont - ميستو - Michael Calfan - Mightyfools - مايك ماغو - مايك وليامز (ملحن) - Moguai - موتي - نيرفو - NEW ID - Norman Doray - أوليفر هيلدينس | - The Partysquad - Pep & Rash - Promise Land ‏ - كوينتينو - ريهاب - Ralvero - Raven & Kreyn - روبي ريفيرا - ساك نويل ‏ - سام فلدت - ساندر فان دورن - شون فرانك - Shermanology - سيدني سامسون - صوفي فرانسيس - Stadiumx - Sunnery James & Ryan Marciano - Swanky Tunes - تييستو - تيمي ترامبيت - TJR - Tom Staar - Tom Swoon - Tommy Trash - توني جونيور - توجامو - Tritonal - Twoloud - أوميت أوزكان - Vassy - فاتو غونزاليز - VINAI - فينتج كولتور ‏ - Vicetone - Watermät - Will Sparks - Wiwek - يفيس في - Zaeden - نويزيا ‏ |

### السابقون
| - 4 Strings - Adventure Club - أفروجاك - أليزو - Amba Shepherd - Angger Dimas - Arjen van der Hoek - أرنو كوست ‏ - أرتي - Audien - أفيتشي - أكسويل - باستو (دي جي) - Boaz van de Beatz - Borgeous - بورغور - كالفين هاريس - Candyland - كاش كاش - سيدريك جيرفايس ‏ - كريستيان ريتش - Claudia Cazacu - كون (دي جي) - D-Wayne - دارود (دي جي) - دي سي يو بي - ديورو - Digitalism - ديميتري فيغاس و لايك مايك - Dirtcaps - Dirty South ‏ - دي جيه سنيك - د.كوشو! - D. Ramirez - ديوك دومونت - دايرو - دي في بي بي إس - إدوارد مايا - إريك بريدز - إيفا سيمونس - فاتبوي سليم - فيري كورستين - Futuristic Polar Bears | - GLOWINTHEDARK - Grandtheft - GTA - Hard Rock Sofa - هاردويل - يان كاري - إنايا داي - INNA - Inpetto - إيفان غوغ - Jaydee - جيرمين دوبري - Jewelz & Sparks - Joe Ghost - John Dahlbäck - جادج جوليس - Justin Prime - كسكاد - كلينغاندي - Kurd Maverick - Lazy Rich - لوست فريكونسيس - Mako - مارك بنجامين - ماركو في - Marcus Schössow - مارك سيكسما - MaRLo - مارتن غاريكس - مات زو - ماكس فانغيلي - مايكل بران - مايكل وودس - Mike Hawkins ‏ - Mitchell Niemeyer - موبي - Moksi - نادية علي - New World Sound - نيكي روميرو - نيلس فان غوغ - Noisecontrollers - نويزيا ‏ - Odesza - Olav Basoski - Ookay | - Para One - Parra for Cuva - Peter Gelderblom - Phil Speiser - بورتر روبنسون - Project 46 - Ray & Anita - Richard Beynon - رون كارول - Ron van den Beuken - كولش - سان هولو - ساندر كلينينبورغ - ساندرو سيلفا (دي جي) - شون تياس - شوتيك - Sick Individuals - Sied van Riel - سيغما ‏ - Starkillers - ستيفانو نوفيريني - ستيف أنجلو - ستيف أوكي - Sultan + Shepard ‏ - تارا مكدونالد - Tchami - Thomas Gold ‏ - Thomas Newson - توم نوفي - Umek - دابليو & دابليو - Wolfpack - يلو كلاو - يولاندا بي كول - إيف لاروك - Zak Waters - زيد (دي جيه) - Zeds Dead - Zhu |

## وصلات خارجية
- الموقع الرسمي